# 与符曲线

“与”符曲线

“与”符曲线（英語：Ampersand curve）是二维平面内的一种四次曲线，因形状酷似“&”号而得名。其曲线方程为：
{\displaystyle \,(y^{2}-x^{2})(x-1)(2x-3)=4(x^{2}+y^{2}-2x)^{2}.}
所圍成的面積約為{\displaystyle 1.066555\ldots }（OEIS數列A101801）
假若在方程右邊加一個足夠小的正常數，則曲線會斷成四個閉合的連通分支，此時曲線在實域上有28條互異的雙切線，是實平面上四次曲線的雙切線數目的最大可能值。